# Raile Jakab
Raile Jakab (Rev. Jakab Raile S.J.) (Vaskút, 1894. október 6. – Newark, New Jersey, 1949. szeptember 6.) jezsuita szerzetespap, amerikai magyar misszionárius, a Világ Igaza. 

## Élete
Ír hangzású neve ellenére családja sok száz éve élt Magyarországon. 1912-ben lépett be a Jézus Társaságba.Tanulmányait Kalocsán, Nagyszombatban, Pécsett és Innsbruckban végezte. 1925 és 1927 között Bécsben, 1927-től 1933-ig az Egyesült Államokban működött. 
Amerikai munkáját Los Angelesben kezdte, ahol ő alapította az egyetlen kaliforniai magyar katolikus egyházközséget. Végigjárta Amerika minden magyar telepét, és missziósként működött. 1932 és 1933 között a  Passaici Szent István római katolikus magyar templom (New Jersey, USA) plébánosa volt. 
1933-tól két évig Szegeden működött. A jezsuita tartomány főtitkára volt Budapesten 1935-től 1942-ig. A második világháború alatt a budapesti Pápai Nunciatúra Segítő Bizottságának elnökeként jezsuita rendtársait és családtagjait beszervezve sok üldözöttnek (például Harsányi Jánosnak) nyújtott segítséget, amiért 1992. február 24-én posztumusz Jad Vasem-díjat kapott Jeruzsálemben. Raile Jakab (Nagy Töhötöm és Thassy Jenő visszaemlékezése alapján) Mindszenty mellett szóba jött esztergomi érsekként. 
1948-ban az Egyesült Államokba távozott. 1948-49-ben Amerikában kisugárzása és modora miatt a bostoni jezsuita egyetem közkedvelt tanára volt. 1949. szeptember 6-án New York közelében halt meg autóbalesetben, 55 éves korában. Sírja a Jesuit Cemetery at Campion Centerben van, Westonban, Massachusetts államban.